# Brookville Liberty Modern Streetcar

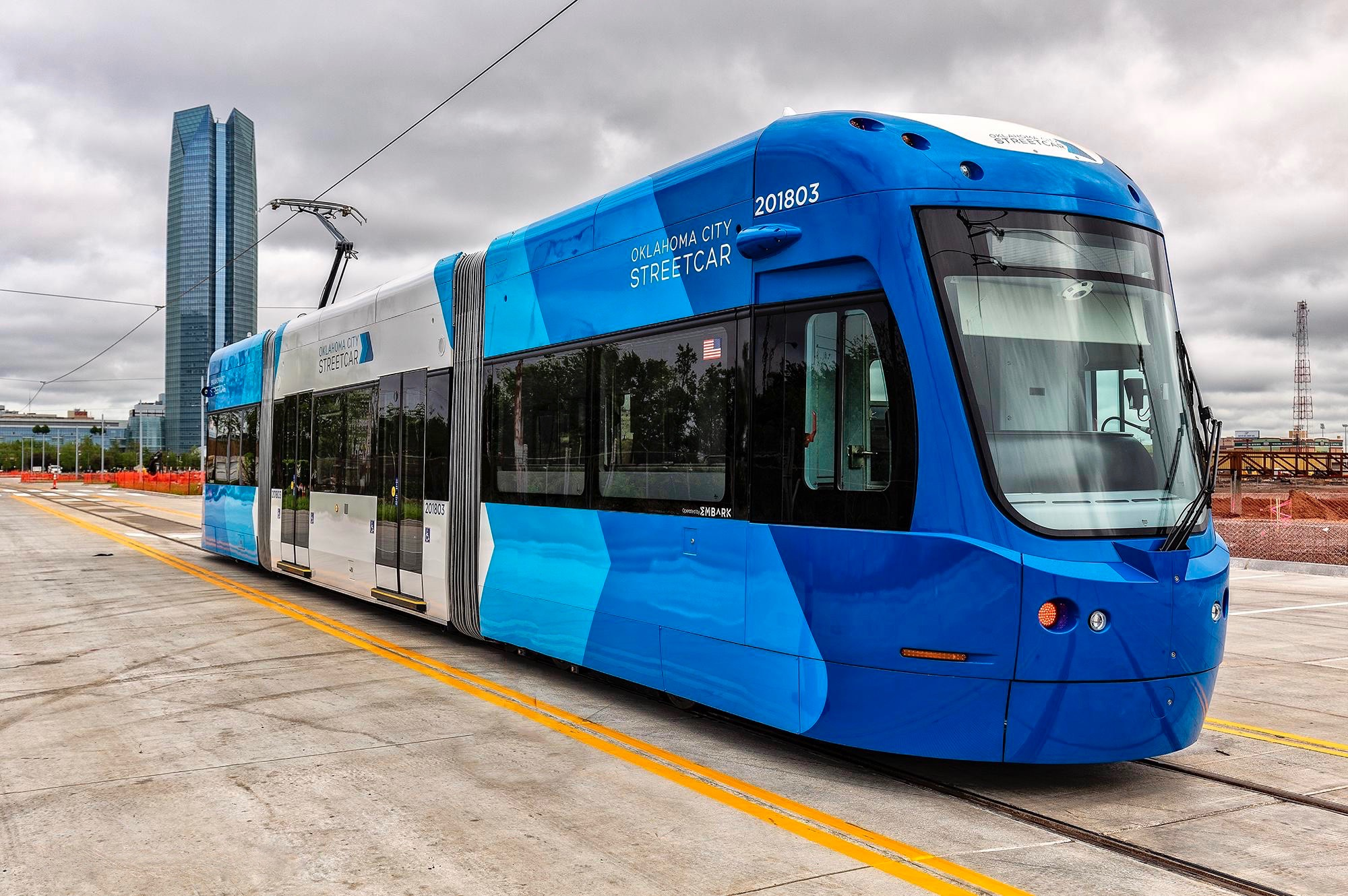
En Brookville Libertyspårvagn på Oklahoma City Streetcar

Brookville Liberty Modern Streetcar är en modell av låggolvsspårvagn, som sedan 2012 tillverkas av Brookville Equipment Corporation i USA.
Brookville Liberty är utrustad med ett 750 V batteripaket med Litiumjonbatterier, vilket gör det möjligt att köra kortare sträckor utan luftledning. 
Spårvagnen har lågt golv till 70 %. Ett tågekipage är 20,3 meter långt och har 32 sittplatser och kan ta sammanlagt upp till 150 personer.

## Spårvägar med Libertyspårvagnar
| Stad/region      | Spårvägssystem          | Antal i drift | År för idrifttagande |
| ---------------- | ----------------------- | ------------- | -------------------- |
| Dallas           | Dallas Streetcar        | 4             | 2015                 |
| Detroit          | QLine                   | 6             | 2017                 |
| Milwaukee        | The Hop                 | 5             | 2018                 |
| Oklahoma City    | Oklahoma City Streetcar | 7             | 2018                 |
| Portland, Oregon | Portland Streetcar      | 3             | 2020 (planerat)      |
| Tacoma           | Orange Line             | 5             | planerat             |
| Tempe            | Tempe Streetcar         | 6             | 2020 (planerat)      |